# Fictitious Sports
Nick Mason első szólóalbuma, a Nick Mason's Fictitious Sports 1981 májusában jelent meg az USA-ban és Nagy-Britanniában. Az albumot 1979 novemberében vették fel, de csak két évvel később jelent meg. Az album co-producere Nick Mason és Carla Bley, aki az albumon találgató összes dalt írta, az album neve és a dalok Robert Wyatt nevéhez kapcsolódnak.

## Számok
1. "Can't Get My Motor to Start" – 3:39
2. "I Was Wrong" – 4:12
3. "Siam" – 4:48
4. "Hot River" – 5:16
5. "Boo To You Too" – 3:26
6. "Do Ya" – 4:36
7. "Wervin"' – 3:58
8. "I'm a Mineralist" – 6:16

## Közreműködők
- Nick Mason – Dobok, ütős hangszerek, producer, hangmérnök
- Carla Bley – Billentyűk, dalok, producer
- Chris Spedding – Gitár
- Steve Swallow – Basszusgitár
- Michael Mantler – Trombita, hangmérnök
- Robert Wyatt – Ének
- Karen Kraft – Ének
- Gary Windo – Tenor/basszusklarinét, fuvola, kiegészítő ének
- Gary Valente – Trombita, kiegészítő ének
- Howard Johnson – Tuba
- Terry Adams – Zongora a Boo To You Too című dalban, harmonika és klarinét a Can't Get My Motor To Start című dalban.
- Carlos Ward – Kiegészítő ének
- D. Sharpe – Kiegészítő ének
- Vincent Chancey – Kiegészítő ének
- Earl McIntyre – Kiegészítő ének
- James Guthrie – Keverés
- Hipgnosis – Album borító